# بيننا (فلم 2022)
بيننا (بالإنجليزية: The In Between) هو فيلم خيال علمي أمريكي رومانسي لعام 2022، من إخراج آري بوسين، وسيناريو مارك كلاين، ومن بطولة جوي كينج وكايل آلن، تم إصداره في 11 فبراير 2022 على باراماونت+، وفي 8 أبريل 2022 على نتفليكس.

## روابط خارجية
- مقالات تستعمل روابط فنية بلا صلة مع ويكي بيانات